# Урикани
Урикани (рум. Uricani, мађ. Urikány) град је у Румунији, у средишњем делу земље, у историјској покрајини Трансилванија. Урикани је град у оквиру округа Хунедоара.
Урикани је према последњем попису из 2002. имао 10.227 становника.

## Географија
Град Урикани налази се у крајње југозападном делу историјске покрајине Трансилваније, близу границе са Олтенијом. Од најближег већег града, Темишвара, град је удаљен 235 км источно.
Урикани се образовао покрај у изворишном делу реке Западни Жију, на знатној надморској висини (710 метара). Око града се издижу Карпати (планина Ретезат). Околно горје је богато угљем, па је град деценијама рударско насеље.

## Становништво
У односу на попис из 2002, број становника на попису из 2011. се смањио.
| 1966. | 1977. | 1992.  | 2002.  | 2011. |
| ----- | ----- | ------ | ------ | ----- |
| 6.193 | 7.353 | 12.835 | 12.177 | 8.972 |

Матични Румуни чине већину градског становништва Уриканија (око 90%), а од мањина присутни су Мађари (4%), Немци и Роми у веома малом броју.